# Iksora szkarłatna

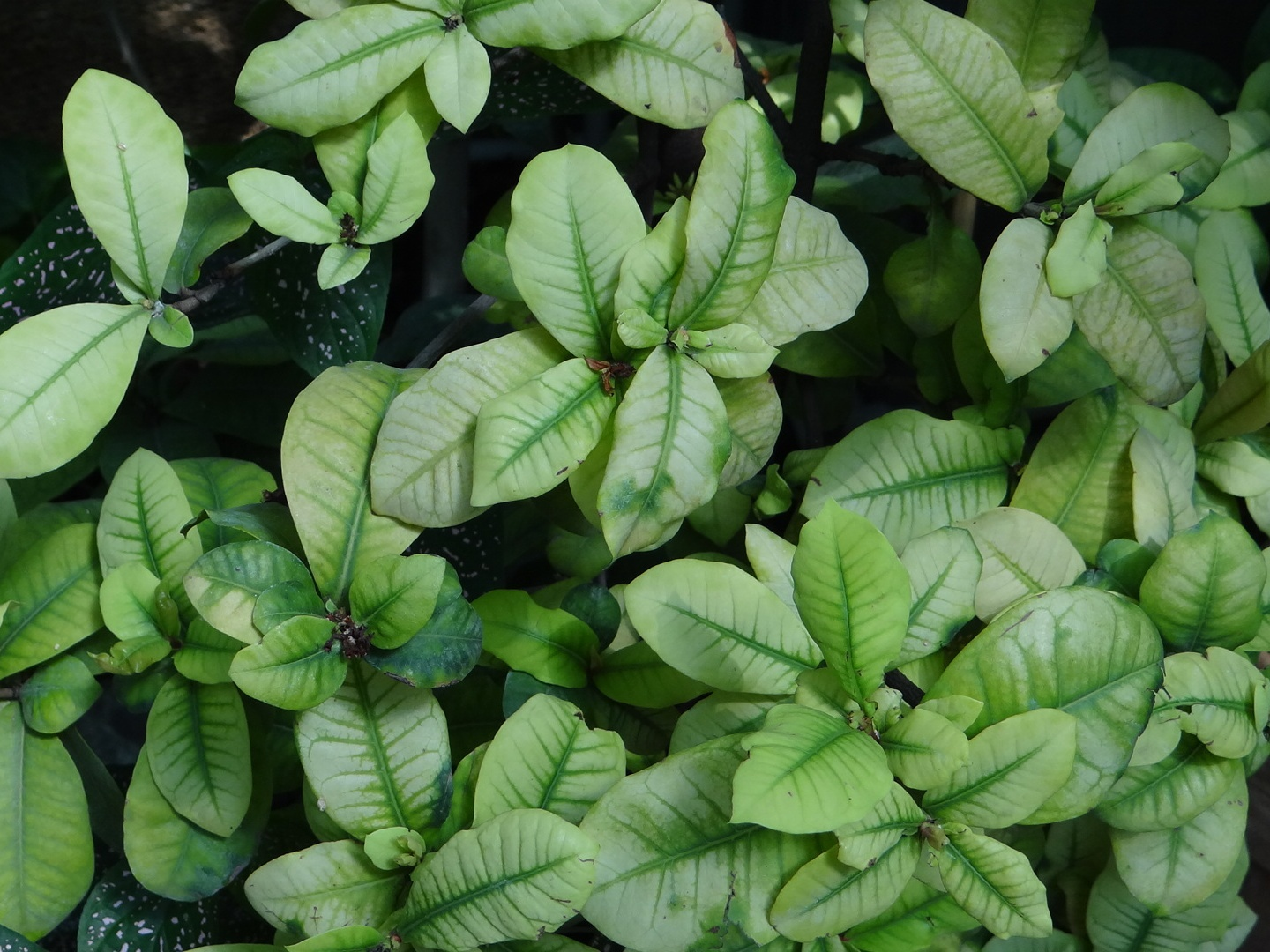
Ixora coccinea w Ogrodzie Botanicznym w Krakowie

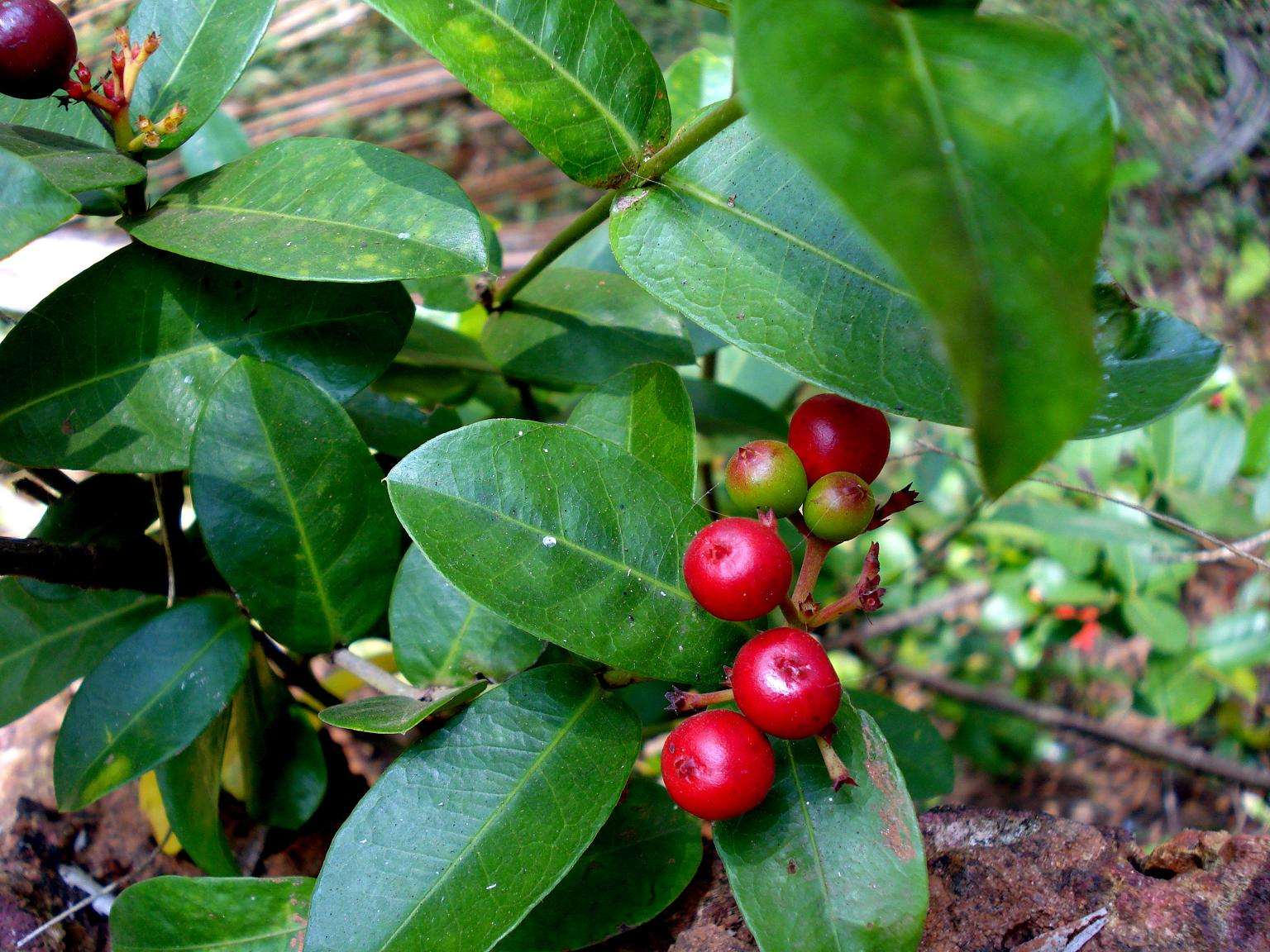
Dojrzewające owoce

Iksora szkarłatna (Ixora coccinea L.) – gatunek rośliny z rodziny marzanowatych (Rubiaceae). Pochodzi z Indii, jest uprawiany w wielu krajach świata jako roślina ozdobna. Nazwa polska jest spolszczeniem i tłumaczeniem nazwy łacińskiej.

## Morfologia
PokrójW swojej ojczyźnie jest to niewielkie drzewo lub krzew o wzniesionych i rozgałęzionych pędach tworzących  szeroką koronę. Zazwyczaj szerokość korony jest większa od wysokości:  roślina osiąga wysokość do 1 m i szerokość do 1,5 m
LiścieUlistnienie naprzeciwległe, liście bezogonkowe lub krótkoogonkowe, eliptyczne, ostro zakończone, błyszczące, o długości do 10 cm.
KwiatyZebrane w 15–50 kwiatowy baldach o średnicy do 13 cm. Pojedynczy kwiat ma  postać długiej rurki zakończonej 4 płatkami. Typowa, dziko rosnąca forma ma kwiaty czerwonopomarańczowe lub czerwone, ale w uprawie istnieją również kultywary o kwiatach koloru żółtego, łososiowego lub różowego.
OwocCzarny, podobny do wiśni pestkowiec o długości 11–12 mm.

## Zastosowanie
- Roślina ta jest powszechnie uprawiana w krajach azjatyckich o klimacie  tropikalnym jako roślina ogrodowa (strefy mrozoodporności 11–12)[6]. Ze względu na klimat w Polsce może być uprawiana tylko w szklarniach lub w pomieszczeniach jako roślina pokojowa i nie osiąga takich rozmiarów, jak w swoich naturalnych warunkach. W naturalnych warunkach kwitnie cały czas, w Polsce uprawiana w pomieszczeniach zakwita tylko w lecie[5].
- Jej kwiatostany przez wyznawców hinduizmu są często ofiarowywane bóstwu Śiwa. Sama nazwa łacińska Ixora pochodzi od sanskryckiego słowa Iśwara, będącym określeniem tego boga[5].
- W medycynie ludowej w Indiach jest wykorzystywana jako roślina lecznicza[5].

## Uprawa
Roślina w Polsce trudna do uprawy. Aby dobrze się rozwijała i zakwitała, muszą być spełnione ściśle określone wymagania co do ilości światła, rodzaju, kwasowości i wilgotności podłoża oraz temperatury.
ŚwiatłoWymaga bardzo dużo słońca, którego w pomieszczeniach jest dla niej zbyt mało. Trzymana cały czas w pomieszczeniach rośnie słabo i nie zakwita. W związku z tym od późnej wiosny przez całe lato należy roślinę trzymać na zewnątrz pomieszczeń, w dobrze oświetlonym miejscu.
PodłożeNajlepiej rośnie na próchnicznym, żyznym i lekko kwaśnym podłożu, a przy tym jest bardzo wrażliwa na zmianę pH. Podlewanie wodą wodociągową, która zazwyczaj zawiera wiele soli wapnia, powoduje zmianę odczynu gleby i dlatego należy podlewać wodą lekko zakwaszoną, deszczówką lub przynajmniej wodą dobrze odstaną.
WilgotnośćWymaga również stałej wilgotności podłoża, a równocześnie nadmiar wody w glebie powoduje gnicie korzeni. Aby zapewnić jej wymaganą wilgotność doniczka powinna mieć drenaż, a  ziemię w doniczce należy zmieszać z korą.
NawożenieRoślina wymaga nawożenia, jednak powinny to być nawozy zawierające jak najmniej wapnia.